# Rotunde der Allerheiligsten Jungfrau Maria

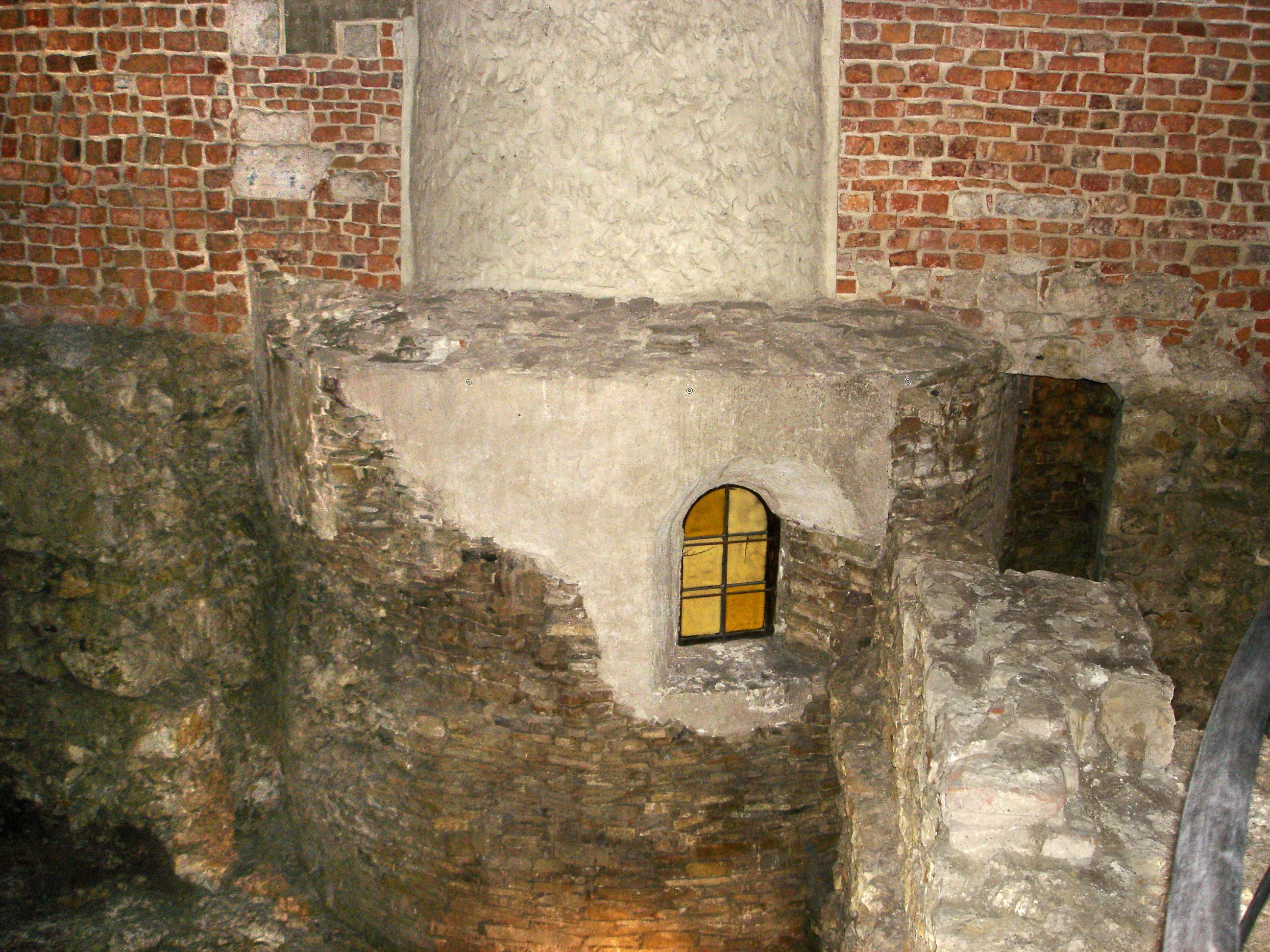
Fragment der Rotunde

Die Rotunde der Allerheiligsten Jungfrau Maria, seit dem 14. Jahrhundert auch den Heiligen Felix und Adauctus gewidmet, befindet sich auf dem Wawel-Hügel in Krakau.

## Geschichte
Die Kirche wurde wahrscheinlich um 970 errichtet, was unter Verwendung der Radiokarbonmethode ermittelt wurde, also während der späten Stammeszeit der Wislanen, in der Zeit der Christianisierung Polens (966), aber damals möglicherweise unter böhmischen Herrschaft in Kleinpolen. Sie gilt als das älteste sakrale Gebäude auf dem Wawel-Hügel. Sie wurde als Tetrakonchos gestaltet, also als ein Kleeblatt – ein rundes Gebäude mit vier Apsiden – und diente wahrscheinlich als Palastkapelle. Sie wurde aus flachen Sandsteinplatten mit Kalkmörtel gemauert. Es sind zwei Fensteröffnungen mit Gewänden erhalten geblieben sowie Spuren einer Empore und zweier anderer Anbauten.
Andere damalige Bauten, vielleicht ein Fürstenpalas, wurden im 13. Jahrhundert abgebrochen. Aus den erhaltenen Urkunden lässt sich schließen, dass auf Befehl des Fürsten Konrad von Masowien die Rotunde im Jahr 1241 zusätzlich befestigt wurde.
1340 hat der König Kasimir III. der Große das Gebäude als Burgkapelle zu den Hl. Felix und Adauctus bestimmt. In der Mitte des 14. Jahrhunderts wurde die Kapelle renoviert. Im 17. Jahrhundert wurde der untere Teil der Kapelle als Silberschatzkammer benutzt, der obere diente als Wohnraum. Am Anfang des 19. Jahrhunderts wurde das Gebäude teilweise abgebrochen.
Erst im Zeitraum von 1914 bis 1917 wurde das vergessene Bauwerk von Professor Adolf Szyszko-Bohusz neu entdeckt und teilweise wiederhergestellt. Heute bildet es seit 1975 ein Element der Ausstellung „Versunkener Wawel“.